# Codice di sicurezza
Codice di sicurezza (Silicon Towers) è un film statunitense del 1999 diretto da Serge Rodnunsky.

## Trama
Charlie Reed, nuovo impiegato della compagnia Silicon Towers, viene contattato tramite una email anonima durante il primo giorno di lavoro dopo la sua promozione. All'interno del messaggio c'è un codice criptato che Charlie riesce subito a decifrare. Questo codice contiene alcuni segreti che non dovevano essere visti e infatti, poco dopo, Charlie si accorge che gli uomini della security dell'edificio lo stanno pedinando, fino a tentare di eliminarlo, e così il ragazzo tenta di fuggire, mentre i suoi capi gli stanno alle costole.